# ʿAin Bāzān

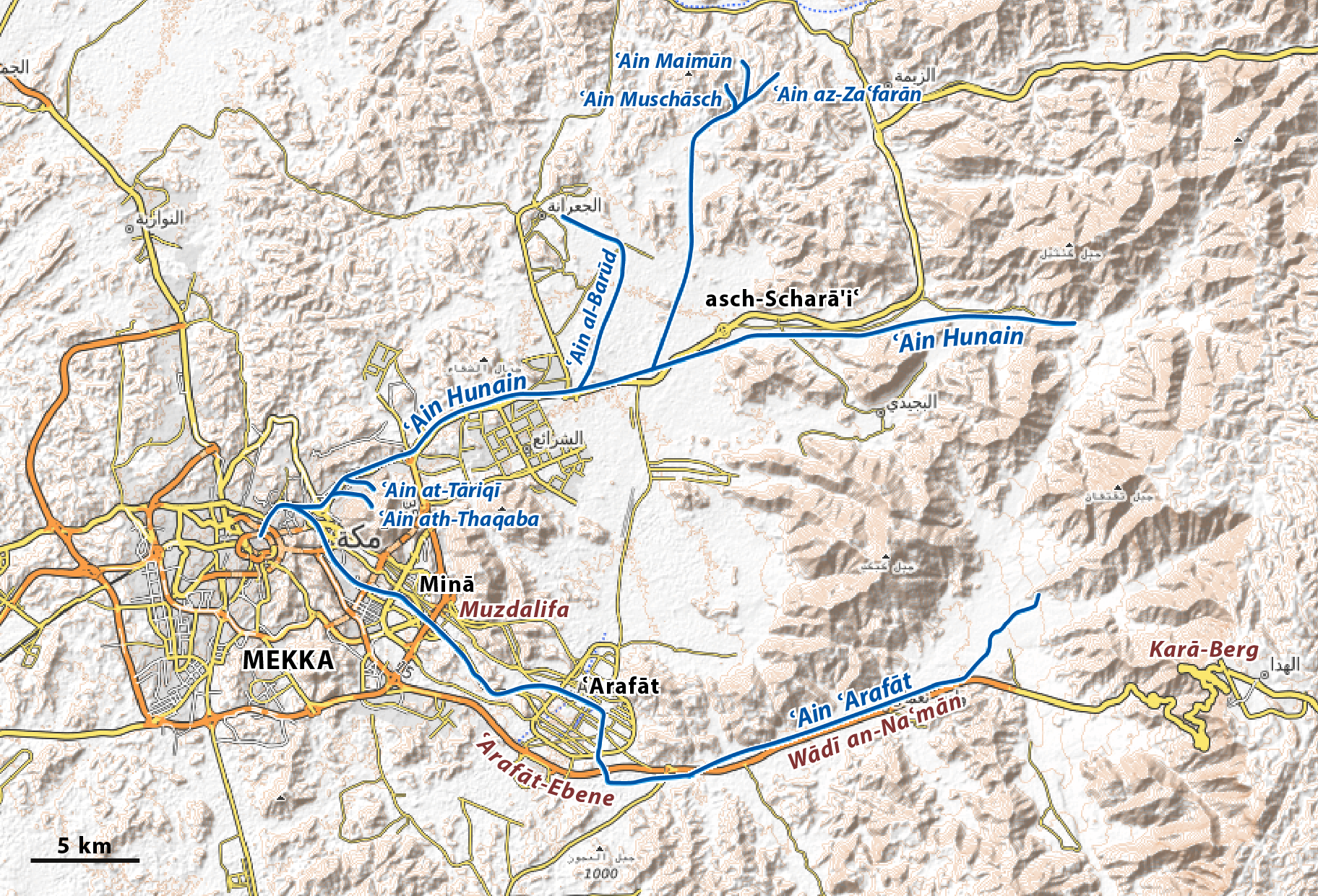
Rekonstruierter Verlauf der beiden Wasserleitungen ʿAin ʿArafāt und ʿAin Hunain

Die ʿAin Bāzān (arabisch عين بازان, DMG ʿAin Bāzān) bzw. später ʿAin Hunain (arabisch عين حنين, DMG ʿAin Ḥunain) war eine Rohrleitung, die vom frühen 14. Jahrhundert bis zur zweiten Hälfte des 16. Jahrhunderts die wichtigste Grundlage der Wasserversorgung der Stadt Mekka bildete. Die Leitung, die eine Länge von etwa 29 oder 32 Kilometern hatte, führte Wasser aus den östlich von Mekka gelegenen Bergen nach Mekka, wo sie verschiedene Laufbrunnen im oberen und unteren Teil der Stadt füllte. Bis zum frühen 15. Jahrhundert wurde die Leitung ʿAin Bāzān genannt, danach ging man in Mekka zu dem Namen ʿAin Hunain über.
Wann die Leitung erbaut wurde, ist nicht geklärt. Amīr Tschūpān ließ die alten Röhren im Jahre 1326 freilegen. Es wird allerdings vermutet, dass die Leitung zumindest teilweise auf die Rohrleitung ʿAin al-Muschāsch zurückgeht, die schon im frühen 9. Jahrhundert von Zubaida bint Dschaʿfar, der Gemahlin des abbasidischen Kalifen Hārūn ar-Raschīd, angelegt wurde. Der Wasserfluss in der ʿAin Bāzān bzw. ʿAin Hunain war großen Schwankungen unterworfen. Im frühen 16. Jahrhundert galt er als stark, wenn das Wasser demjenigen, der in ihm stand, bis zu den Schuhriemen reichte. Um den Wasserfluss der Leitung in Trockenphasen zu erhöhen, wurde sie im Laufe der Zeit mit einer immer größeren Anzahl von Zuläufen versehen. Außerdem musste die Leitung häufig repariert und gereinigt werden, da sich die Röhren bei Überschwemmungen regelmäßig mit Erde und Geröll zusetzten. Bis in die 1560er Jahre blieb die ʿAin Hunain die „wohlbekannte Wasserquelle Mekkas“ (ʿAin Makka al-maʿhūda). Danach erhielt die Stadt mit der ʿAin ʿArafāt eine zweite Wasserleitung, wodurch die Bedeutung der ʿAin Hunain für die Wasserversorgung Mekkas zurückging. Heute ist die ʿAin-Hunain-Leitung Teil des Gesamtsystems historischer Wasserleitungen Mekkas, die als ʿAin Zubaida bezeichnet werden.

## Berichte über die Freilegung der Leitung durch Amīr Tschūpān
Berichte über die Freilegung der ʿAin-Bāzān-Leitung finden sich bei verschiedenen arabischen Geschichtsschreibern. Sie teilen übereinstimmend mit, dass diese im Jahre 726 (= 1325/26 n. Chr.) erfolgte, und zwar durch Amīr Tschūpān in seiner Eigenschaft als Gouverneur der beiden Irak für den Ilchan-Herrscher Abū Saʿīd.

### Der Bericht Ibn Kathīrs
Der früheste Bericht über dieses Ereignis ist in der Weltchronik al-Bidāya wa-n-nihāya des syrischen Geschichtsschreibers Ibn Kathīr (gest. 1373) zu finden. Er berichtet, dass Anfang Ramadan 726 (= Anfang August 1326) die Nachricht Damaskus erreichte, dass eine Wasserleitung nach Mekka gelegt worden sei, die den Bewohnern der Stadt großen Nutzen bringe und früher unter dem Namen ʿAin Bādhān bekannt gewesen sei. Amīr Tschūpān habe diese Leitung aus weit entfernten Gebieten nach Mekka geführt, wo sie bis zu as-Safā und dem Ibrāhim-Tor der Heiligen Moschee reiche. Alle Mekkaner, Arme und Reiche, Schwache und Edle, könnten daraus gleichermaßen ihr Wasser schöpfen. Man habe am Anfang des Jahres (= Ende des Jahres 1325) mit den Grabungen begonnen und sie bis zum letzten Drittel des Monats Dschumādā al-auwal (= Anfang April) beendet. Der Bau der Leitung habe sich insofern als großes Glück erwiesen, weil zufällig das Jahr besonders trocken gewesen sei, so dass selbst die Zamzam-Quelle fast ausgetrocknet sei. Ohne den Bau des Qanāt, so merkt Ibn Kathīr an, „hätten die Mekkaner aus ihrer Stadt auswandern müssen, oder viele, die sich dort aufhielten, wären umgekommen.“ Er selbst habe bei einer Wallfahrt im Jahre 731 (= 1331/32) gesehen, welchen Nutzen auch die Pilger aus der neuen Wasserleitung zögen.

### Der Bericht Taqī ad-Dīn al-Fāsīs
Zu den späteren Autoren, die über den Bau der ʿAin-Bāzān-Leitung berichten, gehört der mekkanische Geschichtsschreiber Taqī ad-Dīn al-Fāsī (gest. 1429). Er berichtet, dass der Bau der Leitung unter Amīr Tschūpān insgesamt 150.000 Dirham gekostet habe. Höhere Ausgaben seien nicht nötig gewesen, weil ungefähr zwei Fünftel der alten Wasserkanäle noch funktionsfähig gewesen seien. Das Wasser habe in den letzten Tagen des Monats Dschumādā II des Jahres, also in den letzten Apriltagen des Jahres 1326, wieder Mekka erreicht, nachdem die Stadt unter großer Wasserknappheit gelitten hatte. Al-Fāsī verweist darauf, dass sein Urgroßvater Dāniyāl ibn ʿAlī al-Lūristānī an der Erbauung der Leitung beteiligt gewesen sei. Dieser sei wegen der Probleme in Mekka zuerst nach Ägypten und dann zu Tschūpān im Irak gereist und habe dann diesen zur Instandsetzung der Leitung ermuntert.

### Zwei ägyptische Berichte
Ein weiterer Bericht über die Erbauung der Leitung findet sich in der Chronik Kitāb as-sulūk li-maʿrifat duwal al-mulūk von al-Maqrīzī (gest. 1442). Demnach war der Grund dafür, dass in der Zeit von Amīr Tschūpān die Anzahl der Pilger aus dem Irak zugenommen hatte und der Wassermangel in Mekka für sie sehr belastend war. Der Wasserschlauch habe damals während der Wallfahrtssaison zehn und außerhalb der Wallfahrtssaison sechs bis sieben Masʿūdīya-Dirham gekostet. Amīr Tschūpān, der gerne in Mekka etwas Gutes leisten wollte, sei von Leuten zu einer alten Wasserleitung in ʿArafāt geführt worden, die nicht mehr funktioniert habe. Er habe dann während der Wallfahrt des Jahres 725 (= im November 1325) einem seiner Vertrauten 50.000 Dinar gegeben und ihn beauftragt, die alte Wasserleitung wiederherzurichten. Dieser Vertraute sei dann in Mekka geblieben und habe ausrufen lassen, dass jeder, der an dem Bau der Leitung mitarbeiten wolle, täglich drei Dirham bekomme. Daraufhin soll sich eine große Menge Araber bei ihm gemeldet haben, sogar Frauen seien dabei gewesen. Auf diese Weise habe man die Bauarbeiten in vier Monaten abschließen können. Am 28. Dschumādā al-auwal 726 (= 2. Mai 1326) floss das Wasser bis zu as-Safā. Die Mekkaner konnten mit dem Wasser sogar Gemüse anbauen.
Der Bau der ʿAin-Bāzān-Leitung wird auch in dem biographischen Lexikon ad-Durar al-kāmina fī aʿyān al-miʾa aṯ-ṯāmina von Ibn Hadschar al-ʿAsqalānī (gest. 1449) erwähnt, und zwar in dem Eintrag zu Amīr Tschūpān. Dort wird hervorgehoben, dass nach dem Bau der Leitung das Wasser in Mekka nicht mehr verkauft werden konnte, offenbar weil es so leicht verfügbar war.

### Ein wunderhafter Bericht
Wie aus einem Bericht hervorgeht, den der syrische Gelehrte Muhammad Ibn-ʿAbdallāh asch-Schiblī (gest. 1367) nach einem Schriftstück von Ibn Qaiyim al-Dschauzīya (gest. 1350) zitiert, wurde die Freilegung der alten Wasserkanäle von einigen Anwesenden als ein wunderhaftes Ereignis wahrgenommen, bei dem auch die Dschinn eine wichtige Rolle spielten. Ibn Qaiyim al-Dschauzīya selbst hatte diesen Bericht nach asch-Schiblī in Mekka von dem dortigen Imam der Hanbaliten, Nadschm ad-Dīn Chalīfa ibn Mahmūd al-Gīlānī, erfahren, der selbst die Wiederherstellung der alten Leitung überwacht hatte. Demnach verlief die Suche nach der alten Leitung zunächst erfolglos, bis eines Tages einer der Bauarbeiter bewegungslos stehen blieb und dann den Muslimen im Namen der an dieser Stelle lebenden Dschinn eine Botschaft übermittelte: Er warnte sie, sie nicht ungerecht zu behandeln, weil ihnen sonst Übel widerfahren werde, und versprach, dass man sie nur dann passieren lassen und das Wasser herausgeben werde, wenn die Muslime den Dschinn das ihnen zustehende Recht geben würden. Als ihn der Imam fragte, was das sei, antwortete der Mann, dass man einen geschmückten Stier zu ihnen herausführen und für sie schlachten müsse. Das Blut, die Gliedmaßen und den Kopf solle man durch den ʿAbd-as-Samad-Brunnen zu ihnen herabwerfen, der Rest des Stiers sei für die Menschen. Danach wachte der Mann wieder aus seinem Besessenheitszustand auf. Auf Betreiben des Imams führten die Mekkaner die Anweisung, die der Mann ausgesprochen hatte, aus, brachten den Stier an die Stelle der Grabung und schlachteten ihn für die Dschinn. Kurz darauf habe der Imam den alten, in den Fels gehauenen Kanal gefunden, der so geräumig gewesen sei, dass ein Reiter auf seinem Pferd durch ihn hindurchschreiten konnte. Man habe dann den alten Kanal repariert und gereinigt, so dass schon vier Tage später das Wasser Mekka erreicht habe. Taqī ad-Dīn al-Fāsī, der diesen Bericht in seinem Werk zitiert, erklärt, dass es sich bei der Wasserleitung um die ʿAin Bāzān handelte, und sich das besagte Geschehen zutrug, als Amīr Tschūpān sie freilegte.

## Name und Ursprung
Der Bericht von Ibn Kathīr sagt ausdrücklich, dass die von Amīr Tschūpān wiederhergestellte Wasserleitung ihren Namen schon vorher hatte. Bāzān ist ein persisches Wort, das das Becken eines Brunnens bezeichnet. Der mekkanische Geschichtsschreiber ʿUmar Ibn Fahd erwähnt, dass im Dschumādā II 619 (Juli/August 1222) Nūr ad-Dīn ʿUmar ibn ʿAlī ibn Rasūl, der Begründer der Rasuliden-Dynastie, für Salāh ad-Dīn Yūsuf ibn Abī Bakr, den aiyubidischen Herrscher des Jemen, das Sammelbecken (manqaʿ) erbaute, das als Bāzān bekannt ist. Aus Beschreibungen der späteren mekkanischen Geschichtsschreibung ist bekannt, dass sich das Bāzān-Becken bei as-Safā befand und sich das Wasser der von Amīr Tschūpān freigelegten Leitung in es ergoss. Es ist von daher gut möglich, dass die Leitung nach diesem Becken benannt wurde.
Der Bericht von al-Maqrīzī legt indessen nahe, dass diese Leitung erst im 14. Jahrhundert ʿAin Bāzān genannt wurde, und zwar nach dem Beauftragten Amīr Tschūpāns, der sie wiederherstellte. Der besagte Bericht spricht nämlich davon, dass am 27. Schaʿbān 726 (= 29. Juli 1326) Bāzān, der Abgesandte von Amīr Tschūpān, der die Wasserleitung nach Mekka gebaut hatte, nach Ägypten kam und mit dem Sultan zusammentraf, um ihm von der Leitung zu berichten. Der Sultan habe ihn durch einen Stellvertreter fragen lassen, wer ihm erlaubt habe, die Leitung zu bauen und warum er ihn nicht um Rat gefragt habe. Bāzān habe als Antwort darauf dem Sultan ausrichten lassen, dass er die Leitung ja wieder zerstören könne, wenn er wolle. Der Sultan habe dazu nichts mehr gesagt.
Taqī ad-Dīn al-Fāsī und der hanafitische Qādī von Mekka Abū l-Baqā' Ibn ad-Diyā' (gest. 1450) äußern die Vermutung, dass die ʿAin Bāzān mit der von al-Masʿūdī und al-Azraqī erwähnten Leitung ʿAin al-Muschāsch identisch war, die Anfang des 9. Jahrhunderts von Zubaida bint Dschaʿfar erbaut worden war. Diese hatte Wasser von al-Muschāsch und Hunain nach Mekka geleitet. Ibn ad-Diyā' hielt diese Identität für offensichtlich, weil sich seiner Meinung nach die ʿAin Bāzān in der gleichen Richtung befand, die al-Azraqī für die von Zubaida gebaute Leitung angegeben hatte. Beide Autoren berichten auch, dass der abbasidische Kalif al-Mustansir die ʿAin Bāzān erbaut bzw. wiederhergestellt habe, und zwar in den Jahren 625 (= 1227/28 n. Chr.) und 634 (= 1236/37 n. Chr.). Nach Ibn ad-Diyā' hat al-Mustansir 625 für diese Arbeiten Geld nach Mekka geschickt. Es ist allerdings bisher noch keine zeitgenössische Quelle bekannt, anhand derer sich diese Angaben bestätigen lassen.
Der Name ʿAin Hunain kommt erst in der zweiten Hälfte des 15. Jahrhunderts bei dem mekkanischen Geschichtsschreiber Nadschm ad-Dīn ʿUmar ibn Muhammad Ibn Fahd (gest. 1480) vor. Er verwendet diesen Namen auch dort, wo er Aussagen Taqī ad-Dīn al-Fāsīs über die ʿAin-Bāzān-Leitung übernimmt. An einer Stelle erklärt er, dass ʿAin Hunain und ʿAin Bāzān dasselbe seien. Alle späteren mekkanischen Autoren verwenden für die Leitung nur noch den Namen ʿAin Hunain. Der Name Bāzān wurde von ihnen zwar noch weiter verwendet, aber nur noch für das Becken bei as-Safā, in das sich das Wasser der ʿAin-Hunain-Leitung ergoss. Wie Aussagen bei den ägyptischen Autoren Ibn Iyās (gest. 1522) und al-Dschazīrī (gest. 1570) zeigen, bezeichnete man in Ägypten dagegen die mekkanische Wasserleitung noch bis zur Mitte des 16. Jahrhunderts weiter als ʿAin Bāzān.

## Verlauf

### Ausgangspunkt und Quelle
Über den Ort, von dem her das Wasser der ʿAin-Bāzān-Leitung kam, schweigen die Autoren aus der Zeit vor dem 16. Jahrhundert. Beschreibungen des Verlaufs der Leitung finden sich erst in dem Haddsch-Buch des ägyptischen Gelehrten al-Dschazīrī. Er erklärt, dass zu seiner Zeit der Wasserlauf ʿAin asch-Schuhadā' an dem Ort al-Malhā unterhalb des Thanīya-Berges Anfangspunkt der Leitung war. An ihm befanden sich zehn Sammelbecken zum Auffangen des Regenwassers. Mit dem Thanīya-Berg sind wahrscheinlich die Thanīyat-Chall-Berge genannt, die schon in al-Azraqīs Bericht über die Leitung von ʿAin al-Muschāsch erwähnt werden. Sie lagen, wie der mekkanische Geschichtsschreiber Qutb ad-Dīn an-Nahrawālī (gest. 1582) mitteilt, an der Straße nach at-Tā'if.
In einem osmanischen Archivdokument aus dem frühen 18. Jahrhundert wird der Ort asch-Scharīʿa als Ausgangspunkt der Leitung genannt und mit dem Garten von Hunain identifiziert. Er ist wahrscheinlich mit dem Ort asch-Scharā'iʿ, der im frühen 20. Jahrhundert Ausgangspunkt der ʿAin-Hunain-Leitung war, identisch. Asch-Scharā'iʿ liegt ungefähr 32 Kilometer östlich von Mekka. Das Wasser, mit dem die Leitung gespeist wurde, kam aus einer Quelle, die am Fuß des Berges Tād lag. In diesem Gebiet leben heute Angehörige der Hatārischa aus dem Stamm der Hudhail. Von der Quelle bis zum Anfang der Leitung in asch-Scharā'iʿ durchfloss das Wasser eine Strecke von 24 Kilometern.

### Zuläufe auf dem Weg nach Mekka
Um die Wassermenge, die die ʿAin-Hunain-Leitung lieferte, zu erhöhen, wurden im Laufe der Zeit weitere Zuläufe angelegt, die das Regenwasser, das von verschiedenen Bergen der Umgebung herablief, in Sammelbecken (šaḥāḥīḏ) auffingen und in die Leitung einspeisten, um auf diese Weise die Wassermenge zu vergrößern. Der erste Zulauf dieser Art wurde schon im Jahre 727 (= 1327/28 n. Chr.), also ein Jahr nach der Freilegung der ʿAin Bāzān, im Auftrag des mamlukischen Sultans an-Nāsir Muhammad ibn Qalāwūn durch den Baumeister Ibn Hilāl ad-Daula angelegt. Dieser Zulauf hieß ʿAin Dschabal Thaqaba und brachte Wasser vom Thaqaba-Berg her, der hinter Hirā' lag. Das Wasser wurde durch die ʿAin-Bāzān-Leitung nach Mekka geleitet. Die Baukosten waren allerdings erheblich geringer als bei der ʿAin-Bāzān-Leitung selbst gewesen: Der Sultan gab dafür nur den geringen Betrag von 5.000 Dirham aus. Nach der Chronik des mekkanischen Geschichtsschreibers ʿUmar Ibn Fahd (gest. 1480) erhielt die ʿAin Hunain bis zu seiner Zeit neben der ʿAin Thaqaba noch einen weiteren Zulauf, der ʿAin Abī Rachm hieß.
Bis zur Mitte des frühen 16. Jahrhunderts entstand ein ganzes System von Leitungen, die Wasser in die ʿAin-Hunain-Leitung einspeisten. Beschreibungen dieses Systems finden sich in dem Haddsch-Buch des ägyptischen Gelehrten al-Dschazīrī (gest. 1570) sowie in der mekkanischen Chronik von Qutb ad-Dīn an-Nahrawālī. Al-Dschazīrī nennt insgesamt sechs Zuläufe, die das von ʿAin asch-Schuhadā' kommende Wasser ergänzten, von denen die beiden letztgenannten Wasser am Hirā'-Berg lagen:
- die ʿAin Maimūn, die von al-Maschraʿa herkam,
- die ʿAin Muschāsch, die gegenüber von al-Barūd in die Hauptleitung floss,
- die ʿAin Abī Rachm, die hinter az-Zaʿfarāna von al-Munhanā her in die Hauptleitung floss,
- die ʿAin al-Harrain, deren Wasser sich in den Wadi Ibrāhīm und von dort aus in den Kanal (dabl) ergoss,
- die ʿAin at-Tāriqī, die nördlich am at-Tāriqī-Berg lag, der zum Gebiet der Quraisch gehörte, oberhalb des Hirā'-Berges,
- die ʿAin al-Hāschā. Sie lag noch höher als at-Tāriqī und brachte das Wasser, das von dem al-Hamrā'-Berg herunterkam. Sie vereinigte sich oberhalb von Hirā' mit dem Hauptkanal.[35]

Qutb ad-Dīn an-Nahrawālī führt dagegen insgesamt sieben Zuläufe für die ʿAin Hunain auf, nämlich ʿAin Muschāsch und ʿAin Maimūn, die auch bei al-Dschazīrī genannt werden, sowie ʿAin az-Zaʿfarān, ʿAin al-Barūd, ʿAin at-Tāriqī, ʿAin Thaqaba und Dschuraināt. Er erklärt, dass sich die Wasserstärke in den verschiedenen Zuläufen gegenseitig ausgleichen sollte, so dass im Falle, dass die einen versiegten, andere noch Wasser lieferten.
Der saudische Wissenschaftler ʿĀdil Ghubāschī, der 1990 eine Feldstudie zur Geschichte der mekkanischen Wasserinfrastruktur durchführte, erklärt, dass sich die Quellen von ʿAin Muschāsch, ʿAin az-Zaʿfarān und ʿAin Maimūn nordöstlich von Mekka in einem Gebiet befanden, das heute den Banū Lihyān gehört. Die ʿAin Barūd befand sich in der sogenannten Ebene Barūd und fing über zwei Kanäle das Wasser der umliegenden Berge auf. Und das Wasser vom Thaqaba-Berg wurde ebenfalls über zwei Kanäle in die Hauptleitung der ʿAin Hunain hineingeleitet.

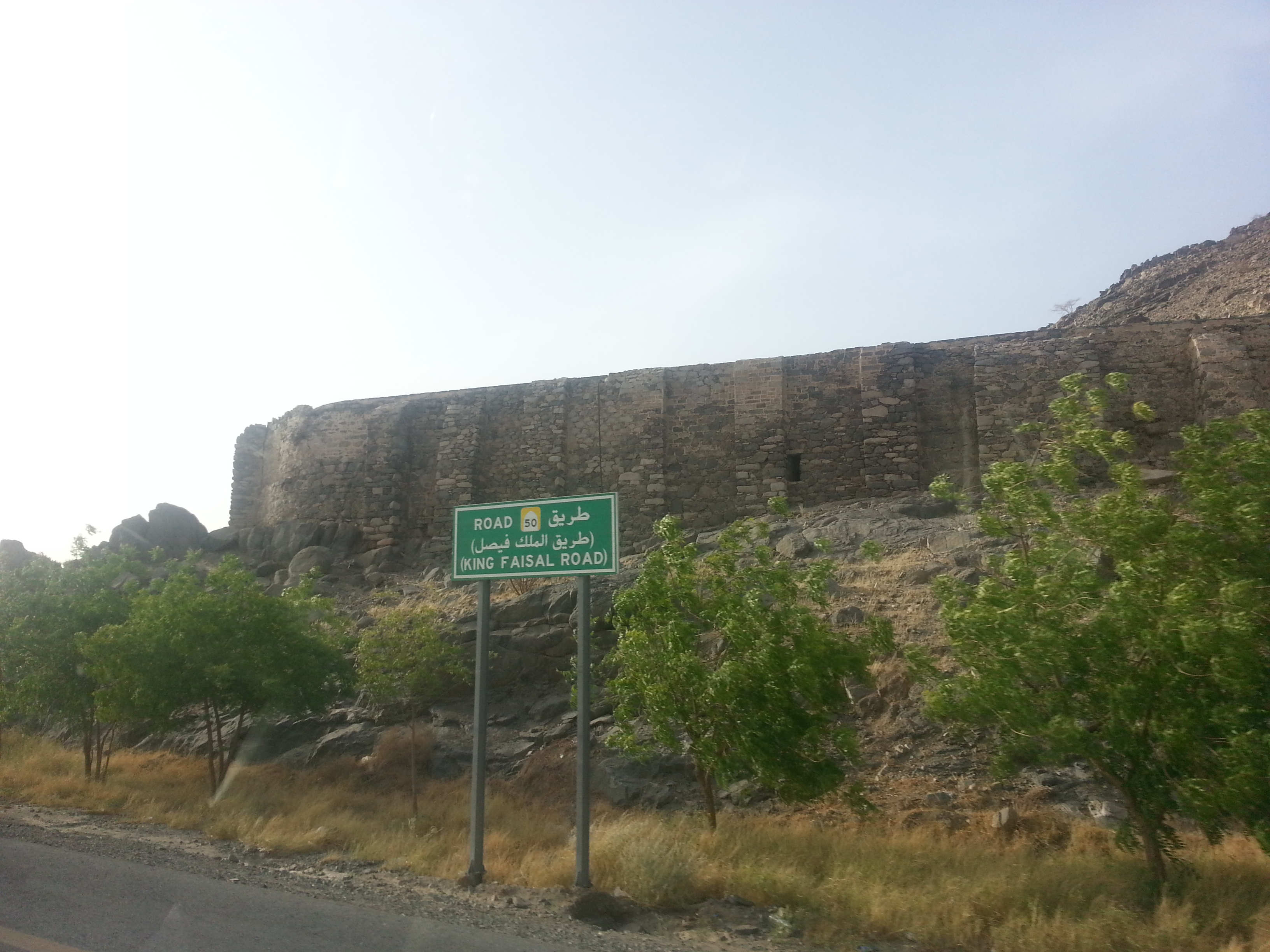
Teilstück der ʿAin-Hunain-Leitung auf dem Weg nach Mekka

Was den Gesamtverlauf der ʿAin-Hunain-Leitung betrifft, so erklärt Ghubāschī, dass diese von der Quelle aus zuerst in westlicher Richtung zu einem Garten floss, der als Bustān ibn Sulaimān bekannt war. In diesem befand sich ein Auffangbecken, das Charazat Samha genannt wurde. Dann floss das Wasser in einem Kanal zuerst in südlicher, dann in nordwestlicher Richtung bis zu dem Berg Aschfī, wo es sich mit einem Kanal vereinigte, der das Wasser von den Quellen Muschāsch, Maimūn und az-Zaʿfarān zuspeiste. Danach verlief die Leitung weiter in nordwestlicher Richtung bis zum Sattār-Berg (heute: al-Mudschāhidīn-Berg), wo sie sich mit der Leitung von al-Barūd vereinigte. Schließlich verlief die Leitung weiter in westlicher Richtung, nahm noch das Wasser der Leitungen von ʿAin at-Tāriqī und ʿAin ath-Thaqaba auf und strömte dann in das Tal von Mekka.

### Verlauf innerhalb Mekkas
Taqī ad-Dīn al-Fāsī erklärt, dass zu seiner Zeit die ʿAin Bāzān die einzige Leitung war, die Mekka mit Wasser versorgte Wenn die Leitung funktionierte, füllte sie zuerst zwei Becken in al-Miʿlāt, dem oberen Teil Mekkas, und leitete dann das Wasser zum Mādschin-Becken (birkat al-Māǧin) im unteren südlich gelegenen Teil der Stadt. Dieses Mādschin-Becken befand sich außerhalb des Stadttors, das Bāb al-Mādschin genannt wurde. Auf ihrem Weg durch Mekka führte die ʿAin-Bāzān-Leitung am Masʿā, der Strecke zwischen as-Safā und al-Marwa vorbei. Dort stiftete im späten 14. Jahrhundert der im Dienst der Rasuliden stehende mekkanische Gelehrte Muhammad ibn Faradsch Ibn Baʿldschadd (gest. 1390) mit seinem eigenen Vermögen einen Sabīl-Brunnen.
Im frühen 20. Jahrhundert galt ein Kontrollschacht (ḫaraza) im Banūna-Garten gegenüber der sogenannten Munhanā-Bank (dikkat al-munḥanā) als Endpunkt der ʿAin-Hunain-Leitung. Der Ort lag oberhalb des heutigen mekkanischen Stadtteils Maʿābida. Hier vereinigte sich das Wasser der Hunain-Leitung mit demjenigen der ʿArafa-Leitung. Von dort floss das Wasser der beiden Leitungen in einem gemeinsamen Kanal weiter in die Innenstadt von Mekka hinab.

## Geschichte

### Reparaturen während der Zeit der ägyptischen Mamluken
Aus den Geschichtswerken ʿUmar Ibn Fahds geht hervor, dass es um die Mitte des 14. Jahrhunderts in Dürreperioden vorkam, dass die ʿAin Hunain-Leitung kein Wasser mehr lieferte. Das erste Mal geschah dies im Jahre 748 (1347/48 n. Chr.). Das Ausbleiben des Wassers hatte auch damit zu tun, dass die Kanäle der Leitung bei den regelmäßig im Umland von Mekka vorkommenden Überschwemmungen beschädigt wurden und sich mit Geröll zusetzen. Um die Wasserversorgung Mekkas zu sichern, war es deswegen immer wieder notwendig, die Leitung zu reparieren. Diese Reparaturen sind eines der wichtigsten Themen der mekkanischen Lokalgeschichtsschreibung. Bei den Reparaturen engagierten sich insbesondere die mamlukische Sultane von Ägypten, aber auch Händler und einzelne scherifische Herrscher von Mekka. Eine der ersten Reparaturen erfolgte im Jahre 781 (1379/80 n. Chr.) durch den mamlukischen Emir Sūdūn Pascha, der aus Ägypten nach Mekka geschickt wurde. Über die weiteren Reparaturen bis zum Ende der Mamlukenzeit informieren die folgenden Abschnitte.

#### Unter az-Zāhir Barqūq
Als im Jahre 800 (= 1397/98 n. Chr.) die Leitung erneut austrocknete, schickte az-Zāhir Barqūq Geld nach Mekka, um sie reparieren. Die Reparaturarbeiten, die von einem gewissen ʿAbdallāh al-Dschauharī durchgeführt wurden, blieben aber erfolglos.

#### Durch den Scherifen al-Hasan ibn ʿAdschlān
Al-Fāsī berichtet, dass im Jahre 811 (= 1408 n. Chr.) der mekkanische Scherif Hasan ibn ʿAdschlān die Leitung reparieren ließ, und diese Reparatur auch erfolgreich war, so dass das Wasser kurz vor dem 20. Dschumādā I des Jahres (= 11. Oktober 1408) wieder Mekka erreichte und das Mādschin-Becken im unteren Teil der Stadt füllte und sogar noch für andere Becken reichte. Die Menschen sollen daraufhin für den Scherifen zahlreiche Bittgebete gesprochen haben. Der Schlauch Wasser kostete nur noch ein Viertel Masʿūdī-Dirham, nachdem er vorher zwei Dirham und mehr gekostet hatte. In den folgenden zwei Jahren war der Wasserfluss großen Schwankungen unterworfen. In den Jahren 813 (= 1410/11 n. Chr.) bis 817 (1414/15) kümmerte sich der äthiopische Händler Schihāb Barkūt ibn ʿAbdallāh al-Makīn um die Leitung, so dass das Wasser gut floss.

#### Unter al-Mu'aiyad Schaich
Als im Jahre 821 (= 1418 n. Chr.) die Leitung von ʿAin Bāzān wieder nur sehr wenig Wasser lieferte und die Bewohner darunter litten, spendete der ägyptische Sultan al-Mu’aiyad Schaich 200 Gold-Mithqāl oder 1000 Gold-Dinar für die Reparatur der Leitung und beauftragte den Qā'id ʿAlā' ad-Dīn mit den dafür notwendigen Arbeiten. Er begann im Dschumādā II (= Juli 1418) mit der Reinigung und Instandsetzung der Leitung, so dass das Wasser in der zweiten Hälfte des Monats Schaʿbān (= 2. Hälfte September 1418) wieder Mekka erreichte. Zwei Becken im oberen Teil der Stadt füllten sich mit Wasser. Auf diese Weise hatten die Pilger, die kurze Zeit später die Stadt erreichten, großen Nutzen von der Leitung. Als aber die Pilger im Frühjahr 1419 wieder von Mekka abreisten, war kaum noch Wasser da, weil sich der Zustrom aus der Leitung wieder stark abgeschwächt hatte. Der Wasserpreis in Mekka stieg erneut, worunter die Menschen sehr litten. Deshalb reparierte sie ʿAlā' ad-Dīn erneut, so dass das Wasser Ende Safar 822 (= Ende März 1419) wieder Mekka erreichte. Nachdem man die betreffenden Leitungen gereinigt hatte, floss das Wasser im Rabīʿ al-auwal (= April 1419) sogar wieder bis zum Mādschin-Teich, und man konnte mit dem Wasser der Leitung in seiner Nähe Grünzeug anbauen.

#### Unter Barsbāy
Neuerliche Reparaturen an der Leitung fanden während der Herrschaft des Mamlukensultans Barsbāy (reg. 1422–1438) statt, so zunächst in den Jahren 1427 bis 1429 durch Schāhīn al-ʿUthmānī und Muqbil al-Qudaidī. Der Sultan schickte dafür 5000 Florin nach Mekka. Einen weiteren Reparaturversuch unternahm im Jahre 835 (= 1431/32 n. Chr.) der Damaszener Kaufmann Sirādsch ad-Dīn ʿUmar ibn Muhammad Ibn al-Muzalliq, obwohl ihm einige Menschen von dem Unternehmen abrieten, weil sie es für sinnlos und zu kostenaufwendig hielten. Ibn Muzalliq schenkte ihnen jedoch kein Gehör. Im Monat Ramadan, der in den Mai fiel, floss das Wasser wieder in die Stadt, am Sūq al-Lail vorbei nach as-Safā, dann zum Bāb Ibrāhīm und schließlich in den Mādschin-Teich im unteren Teil von Mekka. Die Menschen waren darüber sehr erleichtert, weil die Leitung vorher nur sehr wenig Wasser geliefert hatte und der Wasserpreis dementsprechend hoch gewesen war. Ibn Muzalliq wendete für die Reparatur insgesamt nur 500 Dīnār auf, den Betrag, den er bei sich hatte.

#### Unter Dschaqmaq
Während der Herrschaft des Mamlukensultans Dschaqmaq (reg. 1438–1453) wurde die Leitung erneut mehrfach repariert, das erste Mal 1442/43. An diesen Reparaturarbeiten, die viele Stellen der Leitung betrafen, beteiligten sich mehrere Privatleute, so der jemenitische Händler Badr ad-Dīn Hasan ibn Muhammad at-Tāhir, Schihāb ad-Dīn Ahmad ibn ʿAlī al-Kawāz, Dschamāl ad-Dīn Muhammad ibn ʿAlī ad-Daqūqī, und der irakische Händler Dschalāl ad-Dīn ʿAbd al-Karīm ibn Muhammad Dulaim. Die genannten Händler trugen dabei die vollständigen Kosten für die Reparaturarbeiten selbst.
Im Jahre 1444/45 besserte al-Hasan, der Inspektor von Alexandria, die Leitung an vielen Stellen aus, und im Jahre 1445/46 machte sich Badr ad-Dīn Hasan erneut an der Leitung zu schaffen, ohne dass dies aber etwas nützte. Erfolgreicher waren die Reparaturarbeiten, die Bairam Chadschā, der zwischen 1446 und 1450 als Muhtasib von Mekka und Inspektor der Heiligen Moschee tätig war, in den Jahren 851/52 (= 1447–1448) vornahm. Sie führten dazu, dass das Wasser jetzt wieder ohne Probleme bis zum Mādschin-Becken floss.

#### Unter Kait-Bay
Aus der zweiten Hälfte des 15. Jahrhunderts gibt es nur wenige Nachrichten über die ʿAin Hunain. Nach Qutb ad-Dīn an-Nahrawālī ließ der mamlukische Sultans Kait-Bay (reg. 1468–96) die Leitung im Jahre 875 (= 1470/71) durch den Amīr Yūsuf al-Dschamālī und seinen Bruder Sunqur al-Dschamālī reparieren. Der Chronist ʿAbd al-ʿAzīz ibn Fahd (gest. 1517) berichtet, dass in den Jahren 891/92 (1486/87) in Mekka wegen Trockenheit große Not herrschte und die Menschen das Wasser nur aus Brunnen in der Umgebung schöpfen konnten, von denen aber viele auch austrockneten. Ein Schlauch Süßwasser kostete in Mekka ungefähr einen Muhallaq (= 1/25 Dinar), ein Schlauch Salzwasser aus dem Meer die Hälfte. Als im Ramadan 892 (= August/September 1487) Regen fiel, beauftragte der Muhtasib Amīr Sunqur al-Dschamālī Arbeiter, die Leitungen ʿAin Hunain und ʿAin Abī Rachm aufzudecken, und man ihm meldete, dass sie viel Wasser führten. Daraufhin ordnete Amīr Sunqur mehr als dreißig Arbeiter ab, die an den beiden Leitungen arbeiteten, bis das Wasser am 17. Dhū l-Qaʿda (4. November 1487) wieder das Bāzān-Becken bei as-Safā erreichte. Der Preis für Süßwasser sank daraufhin auf unter einen halben Muhallaq.

### Die Reparatur und die Neuerschließungsversuche Chair-Begs (1509/10)
Schließlich hat noch der letzte Mamlukenherrscher aus der tscherkessischen Burdschiyya-Dynastie Qansūh al-Ghūrī (1501–1516) eine Reparatur der mekkanischen Leitung in Auftrag gegeben. Dass das Wasser damals in Mekka sehr knapp war, ist auch durch den europäischen Reisenden Ludovico de Varthema bezeugt, der 1503 nach Mekka kam. Er schreibt in seinem Reisebericht über die Heilige Stadt: „Die Bewohner leiden großen Mangel an Wasser, so daß, wenn einer sich nach seinem Wunsch satt trinken wollte, ihm Wasser im Wert von vier Quattrini am Tag nicht ausreichen würden.“ Am 14. Dschumādā II 915 (= 29. September 1509) kam der Amīr Chair-Beg aus Ägypten für Bauarbeiten an der Heiligen Moschee und der ʿAin Hunain nach Mekka. Die Wassersituation in Mekka war zu dieser Zeit auch deswegen sehr angespannt, weil irgendjemand seine Sklaven beauftragt hatte, den Zugang zur Leitung zu versperren und ihr Wasser zu verkaufen. Am 16. Rabīʿ II 916 (= 23. Juli 1510) wurde ein Dekret des Sultans in Mekka verlesen, in dem die beiden herrschenden Scherifen von Mekka aufgefordert wurden, Chair Beg bei der Wiederherstellung der mekkanischen Wasserleitung zu helfen. Sie sollten mit ihm zusammenkommen und diese Leitung sowie die anderen Leitungen, die ʿAin ʿArafa, die ʿAin az-Zaʿfarāna, die ʿAin Abī Rachm und die ʿAin ath-Thaqaba, prüfen. Geprüft werden sollten auch die Quellen in Wādī Marr, al-Dschumūm und al-Madīq. Wenn sie irgendwelchen Leuten gehörten, sollten sie ihnen abgekauft werden. Und wenn sich das Wasser auf dem Grundstück oder im Garten von irgendjemandem befände, sollten diese ebenfalls abgekauft werden.
Am 19. Dschumādā I 916 (= 24. August 1510) machte sich Chair-Beg zusammen mit dem schafiitischen Qādī und hanafitischen Qādī und verschiedenen anderen Personen auf, um die in dem Dekret des Sultans erwähnten Leitungen freizulegen. Sie reisten zum obersten Punkt der Leitung von Mekka und sahen, dass weder Hunain noch al-Muschāsch viel Wasser lieferten. Ein Teil der Gruppe reiste ins Wādī Nachla und in das Gebiet von Sūla weiter, um die dortigen Quellen zu begutachten. Eine Woche später reiste Chair-Beg mit den beiden Qādīs und anderen Personen ins Wādī al-Dschumūm, um die dortige Quelle zu überprüfen. Sie kamen zu dem Ergebnis, dass die ʿAin al-Dschumūm als neuer Zulauf für die Leitung geeignet war, weil sie nur wenige Ellen unterhalb der Höhe von Mekka lag und lediglich 35.000 Ellen von Mekka entfernt war. Schließlich beschränkte sich Chair-Beg aber doch nur auf eine Reparatur der ʿAin-Hunain-Leitung. Dafür begab er sich Anfang Dschumādā II 916 (Anfang September 1510) mit 200 Bauleuten und 100 Kamelen, die das Baumaterial transportierten, zum obersten Ende der Leitung. Nachdem die Reparaturarbeiten abgeschlossen waren, legte er am Steilhang der Quelle drei Teiche an, die für die Quelle als Seihbecken fungieren sollten. Anschließend wurde auf einem Stein eine Inschrift angebracht, die über die Reparatur der Quelle informierte. Während Chair-Beg zurück nach Mekka reiste, blieben die Arbeiter an der Quelle zurück und setzten dort ihre Reparaturarbeiten fort. Am 12. Radschab 916 (15. Oktober 1510) erreichte die ʿAin Hunain wieder das Bāzān-Becken, was mit viel Dekoration gefeiert wurde. Auch viele Menschen machten sich je nach ihren Möglichkeiten zur Feier des Tages schön.
Am folgenden Tag verlieh Chair-Beg dem Ingenieur und den Baumeistern, die an der Reparatur mitgewirkt hatten, Ehrengewänder, und es gab ein großes Freudenfest. Allerdings versiegte die Leitung wenig später, weil sie wahrscheinlich verstopft war. Zwar kam das Wasser noch einmal wieder, versiegte aber dann kurz vor Sonnenuntergang erneut. Chair-Beg, der am 14. Radschab (17. Oktober) die Leitung noch einmal inspizierte, erklärte danach, dass eigentlich noch drei Monate Arbeit erforderlich seien, um die Leitung in Ordnung zu bringen, weil sie völlig verstopft sei. Eine Reinigung der Leitung, die im Vorjahr stattgefunden hatte, sei nur sehr oberflächlich gewesen, so dass sie immer noch mit Erde angefüllt sei. Chair-Beg berief noch am gleichen Tag die Qādīs und Händler zu einer Versammlung ein, um ein Protokoll über das, was er gemacht hatte, erstellen zu lassen. Die Anwesenden forderten ihn auf, sich bis zum Anfang des nächsten Monats zu gedulden, und äußerten, dass für die Arbeiten, die er vorhabe, mindestens 10.000 Dinar erforderlich seien. Am 24. Radschab (27. Oktober) lieferte die Leitung aber überraschenderweise wieder Wasser.

### Maßnahmen in frühosmanischer Zeit

#### Die Reparatur des Ibn ʿIrāq (1519/20)
Zu Anfang der osmanischen Oberherrschaft über Mekka (1517) war der Wasserfluss in der ʿAin Hunain durch Regenmangel und Verfall der Leitungen erneut unterbrochen, so dass die Bewohner der Stadt das Wasser aus zwei Brunnen der Umgebung schöpfen mussten. Der eine davon hieß al-ʿUsailāt und lag oberhalb von Mekka, der andere lag in az-Zāhir an dem Weg nach at-Tanʿīm. Das Wasser war aber sehr knapp und teuer. Die Mekkaner erlebten deswegen „Drangsal und Kümmernis“ (šidda wa-karba), wie der zeitgenössische Chronist Dschārallāh Ibn Fahd (gest. 1547) schreibt. Der Perser Chwādscha Yūsuf Ibn al-Harawī, der sich über Jahre hinweg um die Wasserleitung bemüht und sich damit einen Namen gemacht hatte, starb am 29. Muharram 924 (10. Februar 1518), nachdem er bei Arbeiten am Ende der Leitung von einer Schlange gebissen worden war.
Ende 925 (= Ende 1519) begann der syrische Sufi-Scheich Nāsir ad-Dīn Muhammad Ibn ʿIrāq mit Reparaturen an der ʿAin Hunain. Er beaufsichtigte die Arbeiter, die sich an ihr zu schaffen machten, und engagierte sich auch finanziell für die Leitung. Der syrische Kaufmann Yūsuf Ibn Tabbāla, der am 20. Safar 926 (= 20. Februar 1520) starb, setzte kurz vor seinem Tod ein Testament auf, in dem er dem Scheich 100 Dinar vermachte, damit er damit die Wasserleitung wieder zum Laufen bringe. Ibn ʿIrāq beauftragte den aus Zabid stammenden Lehrer Schihāb ad-Dīn Ahmad ibn Yūsuf mit den Arbeiten an der ʿAin Hunain. Wie Dschārallāh Ibn Fahd vermerkt, verstarb am 16. Rabīʿ al-auwal 926 (= 6. März 1520) Schihāb ad-Dīns 18 Monate alte Tochter, während jener außerhalb von Mekka mit den Arbeiten an der Leitung beschäftigt war. Ähnlich erging es Ibn ʿIrāq selbst, als er am 29. Rabīʿ al-auwal (= 19. März 1520) außerhalb von Mekka an der Leitung zu Werke war. An diesem Tag starb eine Tochter von ihm, die erst zwei Tage alt war. Am 22. Rabīʿ ath-thānī (= 11. April 1520) erreichte das Wasser der ʿAin Hunain wieder Mekka und floss bis zum al-Farād-Becken im unteren Teil der Stadt. Insgesamt gab Ibn ʿIrāq fast 1000 Dinar für die Instandsetzung der Leitung aus. Er schickte auch Arbeiter aus, die das Mādschin-Becken im unteren Teil der Stadt sowie die Leitung dahin säuberten. Er selbst begab sich an den oberen Teil der Leitung, um sie noch weiter zu säubern. Am 1. Dschumādā II 926 (19. Mai 1520) traf ein Gesandter des osmanischen Gouverneurs von Ägypten in Mekka ein, der eine Anzahl von Dekreten mit sich führte. In einem dieser Dekrete sprach der Gouverneur dem Scheich Ibn ʿIrāq seinen Dank für die Arbeit an der Wasserleitung aus und beauftragte ihn mit weiteren Baumaßnahmen an der Leitung sowie an der Heiligen Moschee. Für diese Bauarbeiten brachte der Gesandte neue Gelder mit.
Am 14. Schaʿbān 926 (30. Juli 1520) wurden für die Arbeit an der ʿAin-Hunain-Leitung weitere 300 Dinar aus Spenden des Sultans von Gujarat beiseitegelegt. In den folgenden drei Jahren lieferte die Leitung Wasser, der Wasserfluss war aber relativ schwach.

#### Einsetzung eines Inspektors und eines permanenten Reinigungsteams
Im Jahre 928 wurde Chāyir Beg, der osmanische Gouverneur von Ägypten, von Sultan Süleyman I. beauftragt, die Leitung von Mekka instand zu setzen. Als Inspektor über die Bauarbeiten an der Leitung diente zunächst der Gouverneur von Dschidda Amīr Husain ar-Rūmī. Er hatte dieses Amt Mitte 930 (= Frühjahr 1524) inne. Danach diente der Türke az-Zainī Mustafā als Inspektor der Leitung (mušidd al-ʿain). Er vollendete noch im Jahre 930 zusammen mit dem Qubtān Salmān die Reparatur der Leitung und legte im Sūq al-Lail im oberen Teil Mekkas in der Nähe des Geburtshauses des Propheten eine große Zisterne an, in der sich das Wasser der Leitung sammeln sollte. An dieser Zisterne brachten sie zehn Wasseröffnungen an, bei denen sich die Menschen mit Wasser versorgen konnten. Über den erfolgreichen Abschluss der Bauarbeiten wurde ein Bericht erstellt, der von den Qādīs und großen Gelehrten, die das Eintreffen des Wassers der Leitung gesehen hatten, unterschrieben wurde. Anschließend reparierten die Bauleute auch die Anschlussleitungen zu den Becken im unteren Teil von Mekka. Bei Qutb ad-Dīn an-Nahrawālī finden sich etwas abweichende Aussagen. Er gibt den Namen des Inspektors mit Muslih ad-Dīn Mustafā an und erwähnt, dass er zu den Mudschāwirūn von Mekka gehörte, d. h. denjenigen, die sich dort niedergelassen hatten, um in der geistigen Nähe des Heiligtums zu leben. Muslih ad-Dīn Mustafā habe große Mühe auf die Reparatur der Leitung verwendet und sie wieder zum Fließen gebracht, so dass das Wasser im Jahre 931 (= 1525/26) wieder bis zum Mādschin-Teich am unteren Ende von Mekka gelangt sei.
In den folgenden Jahren bemühte sich der türkische Inspektor vor allem um den Ausbau der Wasseranlagen in Mekka selbst. Im Schaʿbān 933 (= Mai 1527) legte er im oberen Teil der Stadt an der al-Muʿallā-Straße zwei große Sabīls an, in die sich das Wasser der Leitung ergoss, nämlich den syrischen Sabīl und den jemenitischen Sabīl. Sie wurden mit Bauinschriften mit dem Namen des herrschenden Sultans versehen. Im Rabīʿ II 935 (= Ende 1528/Anfang 1529) reparierte er die drei Bāzān genannten Becken im unteren Teil von Mekka, eines beim Ibrāhīm-Tor der Heiligen Moschee, das zweite in seiner Nähe beim Haus von al-Qā'id Budaid und das dritte außerhalb des Gebiets der Häuser weiter unten am Weg zum Jemen in der Nähe des Geburtshauses von Hamza ibn ʿAbd al-Muttalib, das zwei Jahre zuvor zu einer Moschee ausgebaut worden war. Er verwendete dafür Kalk (nūra) und große Steine.
Kurz vor dem Haddsch des Jahres 933 (= August 1527) war der Wasserzulauf der Leitung wieder so schwach, dass es viel Gerede in Mekka gab. Im Dschumādā II 936 (Februar 1530) wurden von dem Vermögen des Sultans zehn schwarze Sklaven und zehn Sklavinnen gekauft, die miteinander verheiratet wurden. Diese wurden dem Inspektor Mustafā zugewiesen, damit sie bei ihm an der ʿAin Hunain arbeiteten. Der Inspektor stellte sie dazu ab, die Becken und Leitungen regelmäßig von abgelagerter Erde zu reinigen, und teilte ihnen aus der Kasse des Sultans Lohn und Verpflegung zu. Bis zum Jahre 949 (= 1542 n. Chr.) erhöhte sich ihre Anzahl auf dreißig. Bei den Verheirateten bestand die Lebensmittelration aus zwei Kaila Getreide, bei den Unverheirateten aus einer Kaila. Sie wohnten auf dem Gebiet von ʿArafāt und hatten einen türkischen Inspektor über sich, der selbst ein festes Gehalt bezog und sich mit den Leitungsbauten auskannte.
Im Ramadan 960 (= August 1553) kam es wieder zu einer starken Verminderung des Wassers der ʿAin-Hunain-Leitung, und die Leute verdächtigten die Aufseher der Leitung, sich eventuell nicht genügend um ihre Reinigung zu bemühen, so dass ihre Kanäle verstopft seien. Es wurde daraufhin vom Dīwān von Dschidda eine Summe bereitgestellt. Am 14. Schauwāl begab sich der Nā'ib von Dschidda, der Emir Iskandar, zusammen mit einigen Wasserbauexperten zum oberen Ende der Leitung. Sie überprüften die Leitung genau, fanden aber keinen Bruch. Lediglich bei der ʿAin al-Muschāsch-Zuleitung bemerkten sie, dass die Hälfte des Wassers im Boden versickerte. Der Nā'ib befahl daraufhin, die Wasserräder an den Brunnen im Miʿlāt abzunehmen, so dass sich die dortigen Becken, das Schāmī-Becken und die beiden Misrī-Becken, füllen konnten. Die meisten Menschen schöpften nämlich das Wasser aus den Brunnen außerhalb der Stadt, dem az-Zāhir-Brunnen und dem Dschūchī-Brunnen an dem Weg der ʿUmra, und den ʿUsailāt-Brunnen. Als einige aus der Gruppe das Wasser aus der Leitung kosteten, stellten sie fest, dass es wegen der Trockenheit brackig war und seine anfängliche Frische verloren hatte. In den Jahren ab 965 (= 1557/58) fiel nur sehr wenig Regen, und die Leitungen trockneten erneut weitgehend aus. Im Jahre 968 (= 1560/61) litten die Mekkaner und Pilger wegen des Fehlens von Wasser in der ʿAin-Hunain-Leitung große Not.

#### Die Reparatur durch Ibrāhīm al-Miʿmār
Im Frühjahr 970 (= Herbst 1562) ließ ein gewisser Ibrāhīm al-Miʿmār mit 75 Arbeitern den Kanal der ʿAin-Hunain-Leitung aufwendig reinigen und reparieren, so dass das Wasser wieder bis in die Mughammas-Ebene floss. Anfang Schaʿbān 970 (Ende März 1563) gab es viele Regenfälle, und das Wasser floss reichlich durch die ʿAin-Hunain-Leitung, so dass sich das Schāmī- und das Misrī-Becken füllten und das Wasser bis zum Mādschin-Becken gelangte. Die Menschen konnten sogar im unteren Teil von Mekka Grünzeug anbauen, und ein Wasserschlauch kostete nur zwei kleine Fils. Der mekkanische Gelehrte Husain al-Mālikī schrieb in dieser Zeit seinem ägyptischen Bekannten ʿAbd al-Qādir al-Dschazīrī, dass Mekka zu fruchtbarem Land geworden sei und Butter und Käse zu günstigen Preisen zu haben seien. Ende April 1563 schwächte sich der Wasserfluss wieder ab, das Wasser reichte nur noch zum Trinken.

### Das Schicksal der Leitung nach der Verlängerung der ʿAin ʿArafa
Im Dhū l-Qaʿda 979 (März/April 1572) wurde mit der ʿAin ʿArafa eine zweite Wasserleitung nach Mekka geführt. Vorher hatte die ʿAin-ʿArafa-Leitung, die ihr Wasser aus dem Wadi Naʿmān bezog, in der ʿArafāt-Ebene geendet. Die Osmanische Verwaltung ordnete an, dass das Wasser der neuen zur Stadt hin verlängerten Leitung in Mekka selbst nicht in dem Kanal der ʿAin Hunain fließen, sondern für sie ein eigener Kanal erbaut werden sollte. Mit den Bauarbeiten dafür wurde der ägyptische Offizier Ahmad Beg beauftragt.
Der mekkanische Gelehrte ʿAlī ibn ʿAbd al-Qādir at-Tabarī (gest. 1660), der Anfang des 17. Jahrhunderts ein Geschichtswerk über Mekka verfasste, erklärt darin, dass es mit ʿAin ʿArafa und ʿAin Hunain nun zwei Quellen gebe, die Mekka mit Wasser versorgten. Er vermerkt allerdings, dass die ʿAin Hunain zu seiner Zeit schon sehr schwach geworden, ja sogar ganz versiegt sei. Nach seiner Beschreibung waren die beiden Leitungen nicht mehr ganz getrennt, sondern vereinigten sich an einem Ort, der al-Miqsam („Verteiler“) genannt wurde und im Gebiet von al-Maʿābida lag. Am Ende des betreffenden Abschnitts ruft er die Herrscher von Mekka dazu auf, sich um die Reparatur der beiden Leitungen zu kümmern, weil das Wasser in einigen Monaten des Jahres ausbleibe und die Bewohner von Mekka deswegen große Drangsal erlitten.

#### Reparaturen im 17. und 18. Jahrhundert
Der mekkanische Geschichtsschreiber as-Sindschārī (gest. 1713) berichtet, dass sich Ende des Jahres 1092 (Ende 1681 n. Chr.) der osmanische Beamte Sulaimān Āghā erneut um die ʿAin Hunain kümmerte. Er schickte einen Bediensteten aus, der für ihn den Zustand der Leitung untersuchte. Als im Jahre 1103 (= 1691/92) dem osmanischen Sultan Ahmed II. gemeldet wurde, dass die Wasserleitungen von Mekka nur wenig Wasser führten und zerfallen waren, schickte er den Baumeister Mehmed Beg ibn Hüseyn Pascha nach Mekka. Er traf im Dhū l-Qaʿda (= Juli/August 1692) in Mekka ein und reparierte neben der ʿArafāt-Leitung auch aus eigener Tasche die ʿAin-Hunain-Leitung, deren Wasser nach der Reparatur wieder bis zum Verteiler floss.
Aus osmanischen Archivdokumenten geht hervor, dass Mehmed Beg in den Jahren 1124/25 (= 1712/13) an der ʿAin-Hunain-Leitung erneut umfassende Reparaturen vornahm und ihre Röhren reinigte. Insgesamt wandte er für die Reparaturen 103.636 Kuruş und für die Reinigung 11.833 Kuruş auf. Als im Safar 1144 (= August 1731) ʿAin ʿArafa und ʿAin Hunain erneut austrockneten und die Menschen deswegen großen Kummer hatten, verfasste der als al-Qādī ʿĪd bekannte Qādī Hanīf ad-Dīn ibn al-Qādī Muhammad (gest. 1730) für den osmanischen Staatsmann Ebubekir Pascha, der für sein Aquädukt auf Zypern bekannt ist, eine Abhandlung über die Geschichte der beiden Leitungen. Darin bat er Ebubekir Pascha um Rettung aus der Not und verwies auf dessen früheres Engagement als Erbauer von Aquädukten. Ob Ebubekir Pascha auf diese Bitte reagiert hat, ist nicht bekannt.
Eine weitere Mission zur Reparatur von ʿAin Hunain und ʿAin ʿArafāt wird in dem osmanischen Geschichtswerk von Mustafā Reschīd Tscheschmīzāde (gest. 1770) erwähnt. Sie stand unter der Leitung von Feyzullāh Efendi, dauerte drei Jahre und kostete 68.000 Piaster, die zum Teil aus den Dschizya-Zahlungen von Kairo beglichen wurden. Die Reparaturarbeiten konnten im Dhū l-Qaʿda 1180 (= April 1767) abgeschlossen werden und führten dazu, dass das Wasser der beiden Leitungen wieder nach Mekka floss.

#### Versuche der Reaktivierung ab Ende des 19. Jahrhunderts
Neue Nachrichten über die ʿAin Hunain gibt es erst wieder gegen Ende des 19. Jahrhunderts. So wird berichtet, dass nach einer Trockenheit im Jahre 1874, bei der die ʿAin-ʿArafa ausgetrocknet war, eine Gruppe von mekkanischen Gelehrten unter Leitung des Scherifen ʿAbdallāh (reg. 1858–1877) zusammenkam, die den Entschluss fasste, Geld zu sammeln, um die ʿAin-ʿArafa-Leitung zu reparieren und zu ihrer Unterstützung auch die ʿAin-Hunain-Leitung zu reaktivieren. Dieser Gruppe gehörten unter anderen der Mufti von Mekka ʿAbd ar-Rahmān Sirādsch, der Türhüter der Kaaba ʿAbdallāh asch-Schaibī sowie die Scheiche ʿAbd ar-Rahmān Dschamāl und ʿAbd al-Qādir Chūqīr an. Allerdings scheint es in dieser Zeit an der ʿAin-Hunain-Leitung noch nicht wirklich zu Reparaturarbeiten gekommen zu sein.
Im Jahre 1878 gründete Rahmatallāh al-Kairānawī mit anderen indischen Muslimen eine Kommission zur Verbesserung der mekkanischen Wasserversorgung. Diese beschäftigte sich auch mit der ʿAin Hunain und bemühte sich um die Reparatur ihrer Sammelbecken sowie ihres Zulaufs ʿAin az-Zaʿfarāna. Nachdem die Regierung einen Teil des Vermögens der Kommission eingezogen hatte, stellte sie ihre Aktivitäten ein, und es gründete sich eine zweite Kommission. Diese konzentrierte ihre Bemühungen vor allem auf die Reinigung der Kanäle der ʿAin Hunain. Besonders aktiv war hierbei der bereits genannte Scheich ʿAbd al-Qādir Chūqīr. Er zog die Arbeit an der ʿAin Hunain derjenigen an der Leitung von an-Naʿmān vor, weil er die ʿAin Hunain als die „ursprüngliche Quelle Mekkas“ (ʿain Makka al-aṣlīya) betrachtete. Der mekkanische Historiograph ʿAbdallāh al-Ghāzī (gest. 1945/46) berichtet, dass Chūqīr eine Anzahl von Helfern hatte, die ihn in dieser Ansicht unterstützten. Auch sie beschäftigten sich wieder vor allem mit dem Zulauf von Zaʿfarāna. Doch kam die Arbeit an den beiden Leitungen ziemlich bald wieder zum Erliegen. Im Jahre 1322 (= 1904/05 n. Chr.) war der Wasserfluss von Seiten der Hunain-Leitung erneut unterbrochen.
Der Scherif Husain, der im Oktober 1908 die Herrschaft in Mekka antrat, gründete Anfang 1909 eine neue internationale Kommission von dreißig Gelehrten aus Mekka, Indien, Ägypten, Südostasien und Zentralasien für die Erneuerung der mekkanischen Wasserversorgung. Diese Kommission, die unter Leitung von ʿAbdallāh az-Zawāwī stand, kümmerte sich auch wieder um die ʿAin Hunain, deren Leitungen und Zuläufe sich bei früheren Überschwemmungen mit Erde und Geröll zugesetzt hatten. In der ersten Zeit bis Ende 1910 wurden die Arbeiten an der ʿAin Hunain von Scheich Chalīfa ibn Nabhān geleitet. Er legte an der Leitung mehrere Kanäle und Quellen frei. Bis zum März 1912 wurde die ʿAin Hunain auf einer Strecke von mehr als 4000 Bau-Ellen (= 3000 Meter) vollständig erneuert. Insgesamt wurden an den Kanälen der Hunain-Leitung zwölf Kontrollschächte angelegt. An einem von ihnen wurde auch der Name Ibn Nabhāns angebracht.

#### Niedergang
Anfang des 20. Jahrhunderts wurden die Leitungsnetze von ʿAin Hunain und ʿAin ʿArafa unter dem Namen ʿAin Zubaida zusammengefasst, in der Annahme, dass beide Leitungen ursprünglich von Zubaida bint Dschaʿfar erbaut wurden. Der Name ʿAin Hunain geriet dagegen immer mehr in Vergessenheit. Wie der mekkanische Gelehrte Ibn ʿAbd al-Maqsūd 1934 in einem Artikel in der mekkanischen Zeitung Umm al-Qurā berichtete, wurde die Leitung jetzt üblicherweise ʿAin az-Zaʿfarāna genannt, obwohl dies ursprünglich nur ein Zulauf der Leitung gewesen war, den man zu ihrer Verstärkung gebaut hatte. Da dieser Zulauf besonders stark war, verdrängte er den Namen ʿAin Hunain.
Der mekkanische Gelehrte Muhammad Tāhir al-Kurdī (gest. 1980), der in den 1960er Jahren ein mehrbändiges Werk zur Geschichte Mekkas verfasste, zitiert darin einen Brief des damaligen Leiters der Wasserverteilung von Mekka vom 17. Dezember 1957. Dieser erklärte darin, dass in der Gegenwart mit Ausnahme des Wassers aus dem Zaʿfarāna-Zulauf kein Wasser mehr aus der ʿAin-Hunain-Leitung und ihren Zuläufen Mekka erreiche. Von dem Netz der Rohrleitungen der ʿAin Hunain und ihren Zuläufen ist bis auf einige Kontrollschächte heute kaum noch etwas an der Erdoberfläche zu sehen. Bis heute bricht jedoch noch gelegentlich bei starken Regenfällen in asch-Scharā'iʿ die Quelle hervor, die früher die ʿAin-Hunain-Leitung gespeist hat, so zuletzt im Dezember 2018, nachdem sie 20 Jahre lang ausgetrocknet war.